# Palestijnse vluchtelingen
Palestijnse vluchtelingen zijn Palestijnen die oorspronkelijk hun woonplaats hadden in het Mandaatgebied Palestina, maar ten gevolge van de Arabisch-Israëlische Oorlog van 1948 en de oprichting van de staat Israël in 1948 massaal moesten vluchten, of verdreven werden van hun grond- en leefgebied en daarbij hun middelen van bestaan kwijtraakten. Hieronder vallen niet de intern ontheemde Palestijnen die naderhand burger in Israël werden.
Zo'n vlucht/verdrijving vond nogmaals plaats tijdens en na de Zesdaagse Oorlog in 1967, toen Israël Oost-Jeruzalem, de Westelijke Jordaanoever, en de Gazastrook op respectievelijk Jordanië en Egypte veroverde. Onder de rond 300.000 vluchtelingen van 1967 bevonden zich velen die al in 1948 als vluchteling op de Westelijke Jordaanoever of in de Gazastrook terecht waren gekomen.
Het hele proces van hun massale vlucht en verdrijving, de oprichting van de staat Israël en de voor hen rampzalige gevolgen ervan staat onder Palestijnen en andere Arabische volken bekend als al-Nakba ('de catastrofe'). Dit wordt jaarlijks herdacht op 15 mei, de 'Al-Nakbadag'.
De nakomelingen van deze vluchtelingen worden door de UNRWA ook als Palestijnse vluchtelingen beschouwd voor zover ze wonen en geregistreerd zijn in het werkgebied van de UNRWA in Palestina, Libanon, Jordanië en Syrië.

## Geschiedenis

### Mandaatgebied Palestina
In het Mandaatgebied Palestina vonden regelmatig confrontaties plaats tussen zionistische immigranten en paramilitaire organisaties, en de Palestijns-Arabische bevolking. Als gevolg daarvan vertrokken op den duur leden van de Arabische elite tijdelijk naar hun tweede huizen in de buurlanden, wat een verzwakking van de Palestijns-Arabische gemeenschap tot gevolg had. Hun vertrek had een neergang in de Arabische gemeenschap tot gevolg waarna de uitstroom van andere Arabische Palestijnen toenam. In een later stadium volgden ook de minder rijken, vooral vanaf december 1947, tijdens de laatste maanden van het Britse mandaat in Palestina toen Zionistische strijdgroepen als Hagana, Irgun en Lechi systematisch Palestijnse dorpen begonnen aan te vallen en steden te ontvolken nadat het Verdelingsplan van de V.N. door de Arabische leiders was afgewezen.
Vóór het uitroepen door David Ben Goerion van de staat Israël, op 14 mei 1948, was reeds een kwart miljoen Palestijnen tot vluchten gebracht. De overigen werden gedurende de Arabisch-Israëlische Oorlog van 1948 verdreven of vluchtten. In de Zesdaagse Oorlog van 1967 kwam een tweede Palestijnse vluchtelingenstroom op gang

### Oorlog van 1948

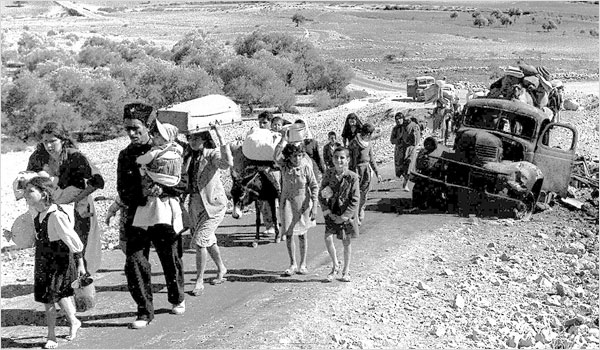
Arabische Palestijnen op de vlucht in 1948

Het aantal gevluchte Arabische Palestijnen in de periode 1947-1949 bedraagt volgens cijfers van de VN zo'n 711.000.
De Palestijnse vluchtelingen kwamen in de volgende gebieden terecht:
| Gebied                  | %    |
| ----------------------- | ---- |
| Westelijke Jordaanoever | 38%  |
| Gazastrook              | 26%  |
| Libanon                 | 14%  |
| Syrië                   | 10%  |
| Transjordanië           | 10%  |
| Egypte                  | 1%   |
| Irak                    | 0,6% |

Verschillende auteurs hebben studies verricht naar het aantal Palestijnse plaatsen die werden verlaten, geëvacueerd en/of vernietigd tijdens de periode 1947–1949. Op basis van hun respectievelijke berekeningen geeft de onderstaande tabel een vergelijkend overzicht van verlaten, geëvacueerde en/of verwoeste Palestijnse plaatsen in wat Israël werd.
| Auteurs   | Steden | Dorpen | Stammen | Totaal |
| --------- | ------ | ------ | ------- | ------ |
| Morris    | 10     | 342    | 17      | 369    |
| Khalidi   | 1      | 400    | 17      | 418    |
| Abu Sitta | 13     | 419    | 99      | 531    |

## Al-Nakba
Met Al-Nakba (catastrofe/ramp) worden de rampzalige gevolgen aangeduid die de Arabisch-Israëlische Oorlog van 1948 en de stichting van de staat Israël hadden voor de Palestijnse bevolking.
Volgens Walid Khalidi, een Palestijns historicus is de oorlog van 1947-1949 slechts de geboortedatum van de 'Nakba', een situatie van voortdurend verzet en onteigening, en van "Palestijnse en Libanese zelfverdediging", waarvan de conceptie plaatsvond tijdens het Eerste Zionistische Congres in Basel in 1897 met de oprichting van de Zionistische Wereldorganisatie (WZO). Er bestaat een niet te miskennen relatie tussen de Balfour-verklaring in 1917 en het Verdelingsplan van 1947 voor Palestina. Een 'Nakba' voor miljoenen Palestijnen en voor nog eens tientallen miljoenen Libanezen, Syriërs, Egyptenaren en Jordaniërs daaromheen, die direct en herhaaldelijk te maken hebben met de repercussies sinds 1948, evenals miljoenen Arabieren en moslims, en anderen.

## Vluchtelingenkampen van de Verenigde Naties

### UNRWA

Nakba 1948 Palestina, Jaramana Refugee Camp, Damascus, Syria

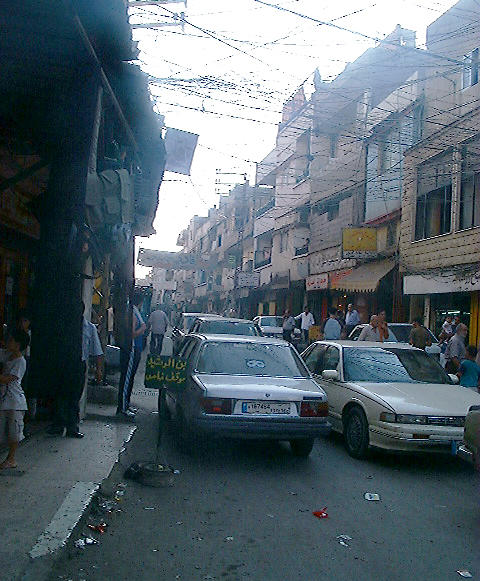
Nahr al-Bared, een Palestijns vluchtelingenkamp in Libanon

De kwestie van de Palestijnse vluchtelingen en de infrastructuur van de vluchtelingenkampen wordt door een aparte VN-organisatie beheerd, de United Nations Relief and Works Agency for Palestine Refugees in the Near East (UNRWA). Volgens de door de UNRWA opgestelde definitie worden ook de nakomelingen van Palestijnse vluchtelingen die in de bezette gebieden of andere landen geboren zijn als vluchteling beschouwd. Deze definitie van de UNRWA wijkt af van de definities die de UNHCR gebruikt welke zijn vastgelegd in het Internationaal Verdrag betreffende de Status van Vluchtelingen. Het aantal Palestijnse vluchtelingen binnen de definitie van de UNRWA is gestegen van 711.000 in 1950 tot meer dan 4 miljoen in 2007; van de oorspronkelijke vluchtelingen van 1948 is inmiddels ruim 90% overleden. In 1951 heeft de UNRWA de schatting van het aantal vluchtelingen wegens verkeerde en dubbele registraties bijgesteld tot 876.000 personen.
Van de Palestijnen die als vluchteling zijn geregistreerd woont ongeveer een derde in vluchtelingenkampen van de UNRWA in Jordanië, Libanon, Syrië, de Westelijke-Jordaanoever en in de Gazastrook.
Palestijnse vluchtelingen verblijven vaak onder erbarmelijke omstandigheden in vluchtelingenkampen. De kampen hebben gewoonlijk het uiterlijk van een dichtbevolkte stadswijk. De riolering loopt vaak over straat, de bevolkingsdichtheid is bijzonder hoog en open stukken grond en vooral groen zijn zeer schaars. Eén kamp werd in 1967 bij Jeruzalem geannexeerd en ligt de facto - maar niet de jure - in Israël. Israëlische plannen om de vluchtelingenkampen in de Westelijke Jordaanoever en de Gazastrook te ontruimen en inwoners opnieuw te huisvesten, werden door de PLO tegengehouden, omdat dit de facto gezien zou worden als het opgeven van het recht op terugkeer van de Palestijnse vluchtelingen naar wat nu Israël is. Enkele geraamten van gebouwen, die van zo'n initiatief getuigden, stonden tot voor kort in de stad Gaza. In Egypte werd het laatste Palestijnse vluchtelingenkamp in het Egyptische deel van Rafah in 2000 gesloten; met financiële hulp van Koeweit en Canada werden deze vluchtelingen in Gaza gehuisvest.

## Terugkeer

### de Verenigde Naties
De V.N. richtte de P.C.C. op (de United Nations Palestine Conciliation Commission). Deze moest de terugkeer van de vluchtelingen faciliteren. Deze had drie leden: een uit Frankrijk, een uit Turkije en een uit de Verenigde Staten. De P.C.C. riep op tot een onvoorwaardelijke terugkeer van de vluchtelingen naar hun huizen, zoals VN-bemiddelaar Folke Bernadotte in 1948 had vastgelegd, voordat hij kort daarna door de zionistische terreurgroep Lechi werd vermoord. De aandachtspunten uit zijn rapport werden op 11 december 1948 verwerkt in Resolutie 194 Algemene Vergadering Verenigde Naties met overgrote meerderheid door de lidstaten aangenomen. Deze resolutie bepaalde voor de vluchtelingen het recht op terugkeer en/of compensatie voor hun achtergebleven bezittingen.
Tot nog toe (anno 2020) is Israël het in praktijk brengen van deze resolutie niet nagekomen.

### Israël
De nieuwe staat Israël ging op twee niveaus repatriëring van de vluchtelingen tegen: op nationaal en op internationaal vlak.
- Op nationaal niveau nam de Israëlische regering in augustus 1948 de beslissing alle ontvolkte Palestijnse dorpen te slopen teneinde er joodse nederzettingen op te bouwen en/of het gebied als Nationaal park van Israël te beplanten met 'natuurlijk' bos (met snelgroeiende niet-inheemse boomsoorten).[21] Ook neemt Israël maatregelen om de geschiedenis van de Palestijnen te doen vergeten.[22][23] Tevens worden wetten ingesteld en maatregelen afgekondigd die de Palestijnse burgers in Israël discrimineren. Palestijnen die zich verzetten tegen de bezetting en schending van mensenrechten worden 'terroristen' genoemd. Israëliërs die zich uitspreken over discriminatie en mensenrechtenschendingen worden als 'landverraders' geoormerkt en monddood gemaakt. Velen van hen vertrekken daardoor gedwongen na verloop van jaren uit Israël.[24][25]
- Op internationaal vlak is Israël diplomatiek bezig de groeiende druk om terugkeer van de Palestijnse vluchtelingen te bewerkstelligen af te weren; en is in versneld tempo bezig met verwoesting van Palestijnse bezittingen en herinrichting van veroverd bezet gebied.

Ook wordt de demografische verdeling van Palestijnen zowel in de niet (geheel) ontvolkte dorpen als in de ooit gemengde, maar nu van Arabische Palestijnen ontdane stadjes, gecontroleerd. Hiertoe richtte het Israëlische Defensieleger (IDF) op 12 januari 1949 een nieuwe eenheid op: de Minderheden-eenheid (Minority unit). Deze bestond uit Druzen , Circassiërs en Bedoeïenen. Hun taak was om te voorkomen dat Palestijnse vluchtelingen weer thuis konden geraken.
Gedurende en direct na de oorlog van 1948 verhinderden de autoriteiten van de nieuwe staat Israël de terugkeer van de verdreven Palestijnen door hun dorpen te verwoesten en er huizen voor Joodse immigranten en Israëliërs op te bouwen of het gebied te beplanten als Nationaal park van Israël. Door een enkele burgemeester werd na de oorlog soms een klein aantal interne Palestijnse vluchtelingen ('infiltranten' genoemd) toegelaten als arbeiders ten behoeve van de economie. Sinds 1950 wordt terugkeer verhinderd door middel van wetten, zoals die omtrent de toelating van uitsluitend Joden en die ten aanzien van verlies van eigendom door 'afwezigheid' of met betrekking tot 'onbewerkt land'.
In 1949, tijdens de conferentie in Lausanne, waren er diverse voorstellen gedaan voor de terugkeer van vluchtelingen. De Israëlische regering stelde voor nog eens 75.000 Arabische Palestijnen op te nemen, maar de Arabische landen weigerden dit aanbod te overwegen op grond van Resolutie 181 (Verdelingsplan) en Resolutie 194 (Recht op Terugkeer).
Volgens de beschrijving van de Israëlische historicus Benny Morris werd de terugkeer van vluchtelingen ondanks diverse voorstellen, en de tussenkomst van Folke Bernadotte om een substantieel aantal vluchtelingen terug te laten keren, door de Israëlische politieke en militaire leiders onmogelijk gemaakt.
De meeste vluchtelingen dachten na de oorlog terug te kunnen keren naar hun woonplaatsen, die sindsdien in Israël liggen. Die wens bestaat nog steeds; de meeste families bezitten nog de sleutel van hun huis. Israëlische plannen om de vluchtelingenkampen in de Westelijke Jordaanoever en de Gazastrook te ontruimen en inwoners opnieuw te huisvesten, werden door de PLO tegengehouden, omdat dit de facto gezien zou worden als het opgeven van het recht op terugkeer van de Palestijnse vluchtelingen naar wat nu Israël is. Enkele geraamten van gebouwen, die van zo'n initiatief getuigden, stonden tot voor kort in de stad Gaza.
In Egypte werd het laatste Palestijnse vluchtelingenkamp in het Egyptische deel van Rafah in 2000 gesloten; met financiële hulp van Koeweit en Canada werden deze vluchtelingen in Gaza gehuisvest.

#### Westelijke Jordaanoever
Op de door Israël in 1967 bezette Westelijke Jordaanoever worden vluchtelingen uit de oorlogen van 1948 en 1967 meermalen door de Israëlische autoriteiten uit hun huizen verdreven en gedeporteerd. Dit is meestal ten behoeve van de bouw en uitbreiding van Israëlische nederzettingen en geplande annexatie van Palestijns gebied. Huizen worden, soms midden in de winter, voor ogen van de bewoners met de grond gelijk gemaakt. Zoals bijvoorbeeld in 2016 met 26 bedoeïenen-vluchtelingen, onder wie 17 kinderen, die dakloos werden gemaakt om ze gedwongen te doen vertrekken uit Oost-Jeruzalem. Deze handelingen door Israël, die gehouden is aan zijn verplichtingen als bezettende macht, zijn een grove schending van de Vierde Geneefse Conventie

## Palestijnse vluchtelingen in de buurlanden

### Instabiliteit
De Arabisch-Palestijnse vluchtelingen in Jordanië hebben het recht op volledig staatsburgerschap terwijl er zich in de andere buurlanden problemen voordoen waar het hun burgerrechten betreft. Sommige Joodse critici beweren dat de Arabische landen de vluchtelingen als pionnen inzetten in de PR-oorlog tegen de Joodse staat. In 1959 nam de Arabische Liga Resolutie 1457 aan, die luidt als volgt: De Arabische landen zullen geen staatsburgerschap verlenen aan aanvragers van Palestijnse origine, om hun assimilatie te voorkomen in de gastlanden.
De Palestijnse vluchtelingen vormen in de buurlanden een bron van instabiliteit. In Jordanië vormden de Palestijnen 70% van de bevolking. Hun verhouding met het Jordaanse koningshuis was slecht. In 1951 werd koning Abdoellah I van Jordanië in Jeruzalem door een Palestijn vermoord. De latere koning Hoessein raakte bij deze aanslag lichtgewond. In 1970 tijdens de periode van de Zwarte September werden opnieuw Palestijnse aanslagen gepleegd op koning Hoessein. Bij de gevechten die volgden kwamen tienduizenden om het leven. Een groot aantal Palestijnse strijders vluchtte naar Libanon, waar zij in 1975 betrokken raakten in de Libanese Burgeroorlog tot de PLO in 1982 werd gedwongen Libanon te verlaten. In 2007 raakten het Libanese leger en Soennitische extremisten met elkaar in gevecht rond het vluchtelingenkamp Nahr al-Bared. Hierbij vielen ruim 400 doden.

### Burgerrechten en discriminatie
- In Jordanië kregen de Palestijnen na de annexatie van de Westelijke Jordaanoever het Jordaanse staatsburgerschap. Veel Palestijnen die na 1954 in Jordanië aankwamen, zoals na de oorlog in 1967, hebben geen Jordaans staatsburgerschap gekregen. Palestijnen zonder Jordaans staatsburgerschap mogen hierdoor bijvoorbeeld geen land bezitten, en zijn afhankelijk van welwillende Jordaniërs die namens hen grond of een huis kopen.[33]
- In Libanon kreeg een deel van de Palestijnen het Libanese staatsburgerschap. Het grootste deel van de Palestijnen is echter stateloos. Zij hadden tot 2005 geen toegang tot 73 beroepsgroepen.[34] Inmiddels is het aantal verboden beroepsgroepen teruggebracht tot 20, waaronder medische beroepen.
- De bewoners van de Gazastrook kregen tijdens de Egyptische bezetting niet het Egyptische staatsburgerschap; zij mochten zich ook niet in Egypte vestigen. Van 1948 tot 1959 had de Gazastrook een Palestijnse regering die de Palestijnen in Gaza en Egypte van een Palestijns paspoort voorzag.
- In Egypte zijn de rechten van de Palestijnen sinds 1978 verslechterd. Omdat zij in tegenstelling tot Egyptenaren voor universitaire opleidingen voor collegegeld het buitenlander-tarief moeten betalen is een universitaire opleiding voor weinigen weggelegd. Ook Palestijnse gastarbeiders in de Golfstaten zijn getroffen: als zij 6 maanden buiten Egypte zijn geweest kunnen zij hun verblijfsvergunning verliezen. Palestijnen kunnen als niet-Egyptenaren sinds 1988 geen landbouwgrond meer kopen.[35]
- In Saoedi-Arabië wonen 500.000 Palestijnen. In Saoedi-Arabië mogen buitenlanders die 10 jaar in het land wonen het staatsburgerschap van Saoedi-Arabië aanvragen. Palestijnen zijn van deze regeling uitgesloten.[36][37]
- Na de Golfoorlog van 1990-1991 werden 400.000 Palestijnen uit de Golfstaten uitgezet als represaille voor de steun van de PLO aan Irak.
- In 1995 en 1996 werden 30.000 Palestijnen uitgezet uit Libië als een protest van de Libische leider Kadhafi tegen de vredesonderhandelingen tussen Israël en de PLO.

## Debat over de oorzaken

### Aanvankelijke standpunten en kritiek
In de eerste decennia na de uittocht doen twee verschillende verklaringen voor de uittocht de ronde:
Volgens BBC-journalist en VN-adviseur Childers beweerde Israël dat de Arabieren vertrokken omdat dit hen aangeraden werd door hun eigen leiders, die opzettelijk paniek stichtten en wilden dat het gebied vrijgemaakt zou worden voor een Arabische invasie, terwijl de Arabieren zeiden dat zij verjaagd werden door geweld en door opzettelijk door de zionisten opgestookte paniek.
Steven Glazer geeft van het standpunt van zionisten historici, als met name Schechtman, Kohn, Jon Kymche en Syrkin de volgende samenvatting: 'de Arabieren in Palestina werd gevraagd te blijven om als burger in de Joodse staat te leven. In plaats daarvan kozen ze ervoor om te gaan, hetzij omdat ze niet in een Joodse staat wilden leven, hetzij omdat ze een Arabische militaire overwinning verwachtten die de zionisten zou vernietigen. Ze dachten dat ze konden gaan en later op hun gemak terug konden keren. Later kwam er een extra claim bij, namelijk dat de Palestijnen door Arabische radiozenders werden opgeroepen om hun huizen te verlaten'.
Glazer wijst er op dat de zionistische historici deze vermeende oproep van Arabische leiders om massaal te vluchten toeschrijven aan de periode vóór de afkondiging van de Israëlische staat (14 mei 1948). Voor de periode daarna zijn 'alle, behalve de meest bevooroordeelde zionistische, bronnen het erover eens dat verdrijving het standaard beleid werd en systematisch uitgevoerd werd'.
De kritiek op deze Israëlische versie rond 1960 werd door Glazer als volgt samengevat: 'Childers bestudeerde transcripties van radio-uitzendingen van de desbetreffende periode en stelde vast dat er door de Arabische zenders niet alleen geen oproepen tot evacuatie werden gedaan, maar dat de bevolking in werkelijkheid voortdurend werd opgeroepen om te blijven. (...) Bovendien bleek dat zionistische radiozenders de bevolking aanspoorden om te vluchten, door het verloop van de oorlog te overdrijven en door in sommige gevallen complete leugens te fabriceren.'
Volgens Glazer hielden de Arabieren vol dat de Palestijnen verdreven werden en dat bronnen, die met de Palestijnen sympathiseren, in de exodus de vervulling zien van een diepe zionistische wens om van de Arabische bevolking af te komen en Palestina met geweld in een Joodse staat te veranderen.
Walid Khalidi wijst op de invloed van het zionistische denken over 'transfer' (van de Arabische bevolking naar andere Arabische landen) in de jaren voor de exodus. In 1961 zei Khalidi ook dat de zionisten militaire superioriteit hadden en dat de bedoeling van plan Dalet (het militaire plan dat de zionisten in april en mei 1948 uitvoerden) was om de Palestijnen te verjagen.
Er zijn ook andere gezichtspunten. Peretz en Gabbay bijvoorbeeld benadrukken de psychologische component: de Palestijnen werden gegrepen door paniek of hysterie, en dit veroorzaakte de exodus. Zij wijten dit aan verschillende oorzaken, zoals de onderlinge verdeeldheid van Palestijnse leiders en verhalen over Joodse gruweldaden en militaire overwinningen. Glazer zegt bijvoorbeeld ook dat in de Israëlische publieke opinie werd beweerd dat de Arabieren van plan waren de joden te vermoorden, en dat ze juist daarom zo bang werden toen de Joden de oorlog begonnen te winnen, omdat ze vreesden dat zij dezelfde behandeling zouden ondergaan.

### Veranderingen na de komst van de "Nieuwe Historici"
In de jaren tachtig stelde Israël een deel van zijn archieven open voor onderzoek door historici. Dit viel samen met de opkomst van verschillende Israëlische historici, de zogenaamde 'Nieuwe Historici', die voorstanders van een kritische en feitelijke analyse van Israëls geschiedenis zijn. Als gevolg werden meer gedetailleerde beschrijvingen van de gebeurtenissen van de exodus gepubliceerd, met name door Benny Morris in 'De geboorte van het Palestijnse vluchtelingenprobleem' en Walid Khalidi in 'All that remains'.
Morris onderscheidt vier golven van vluchtelingen; de tweede, derde en vierde hiervan vallen samen met Israëlische militaire offensieven. Morris concludeert dat Joodse militaire aanvallen de belangrijkste directe oorzaak van de uittocht waren, gevolgd door Palestijnse angst voor een dreigende aanval als gevolg van de val van een nabijgelegen stad en voor uitzettingen.
Sinds de opkomst van deze Nieuwe Historici is de traditionele Israëlische versie vervangen door een nieuwe: de exodus werd noch door het Israëlische noch door het Arabische beleid veroorzaakt, maar was een bijproduct van de oorlog. De belangrijkste exponent van deze nieuwe Israëlische versie is Benny Morris. Morris gebruikt het 'transfer' denken, in de jaren voorafgaand aan de oorlog, om te verklaren dat 'de zionistische leiders onder leiding van David Ben-Goerion geneigd waren het proces (van de exodus) zachtjes aan te moedigen, af en toe met behulp van uitzettingen'. Een andere vertegenwoordiger van deze school is Yoav Gelber. Hij legt de uittocht voor de eerste wapenstilstand (11 juni - 8 juli 1948) uit als het gevolg van de ontbinding van Palestijnse sociale structuren en gerechtvaardigd joods militair gedrag, en de uittocht erna als gevolg van uitzettingen en bloedbaden, uitgevoerd door het Israëlische leger tijdens operatie Dani (Mivtza Dani) en de campagnes in Galilea en de Negev.
Zo heeft de eerdere versie van voornamelijk Arabische bronnen de steun van een aantal van de Israëlische Nieuwe Historici gekregen.
Volgens Simha Flapan heeft het zionistische leger onder leiding van Ben-Gurion de exodus gepland en uitgevoerd. Hij zegt dat een verscheidenheid aan middelen gebruikt werd: een economische oorlog, psychologische oorlogsvoering en ten slotte 'de vernietiging van hele dorpen en de uitzetting van hun bewoners'.
Ilan Pappé noemt de exodus een "etnische zuivering". Hij wijst daarbij op voorbereidingen door de zionisten in de voorgaande jaren, zoals het verzamelen van uitgebreide informatie over de Palestijnse dorpen en het opbouwen van een superieur militair apparaat. Hij geeft ook meer details over de planning door een groep die hij de 'Consultancy' noemt, een groep die werd geleid door Ben-Goerion en waarin militaire leiders en deskundigen op het gebied van Arabische zaken zaten.
Ook Benny Morris heeft later gesteld dat er sprake was van etnische zuivering, en hij beschrijft deze als "noodzakelijk" voor de vestiging van een Joodse staat. In 2004 verklaarde hij:
"Er zijn omstandigheden in de geschiedenis die etnische zuivering rechtvaardigen. Ik weet dat deze term in de 21e eeuw volkomen negatief gebruikt wordt, maar als de keuze is tussen etnische zuivering en genocide -de vernietiging van je volk- geef ik de voorkeur aan etnische zuivering. Dat was de situatie. Dat is wat het zionisme voor zich zag. Een Joodse staat zou er niet gekomen zijn zonder het verdrijven van 700.000 Palestijnen. Daarom was het noodzakelijk hen te verdrijven. Het was nodig het binnenland te zuiveren, de grensgebieden te zuiveren en de belangrijkste wegen te zuiveren. Het was nodig de dorpen te zuiveren van waaruit onze konvooien en onze nederzettingen beschoten werden".
Morris heeft in de loop van tijd zijn standpunten enigszins gematigd en stelde toen onder meer dat er geen vooropgezet plan was voor de verdrijving van Palestijnse Arabieren maar dat dit een logisch gevolg van de oorlog was.